# Æon Spoke
Gli Æon Spoke sono una band progressive rock statunitense nata nel 1999 formata da Paul Masvidal (voce, chitarra e tastiere) e Sean Reinert (batteria, voce e tastiere), con all'attivo due album: Above the Buried Cry pubblicato nel 2004 e l'omonimo Æon Spoke del 2007.

## Formazione

### Formazione attuale
- Paul Masvidal - voce, chitarra e tastiere

### Ex componenti
- Chris Tristram - basso
- Stephen Gambina - basso
- Evo – chitarra
- Chris Kringel - basso
- Sean Reinert - batteria, voce e tastiere

## Discografia
Album in studio
- 2004 - Above the Buried Cry
- 2007 - Æon Spoke

Demo
- 2000 - Demo 2000

EP
- 2002 - Æon Spoke